# Epibactra
Epibactra is een geslacht van vlinders van de familie bladrollers (Tortricidae), uit de onderfamilie Olethreutinae.

## Soorten
- E. immundana (Eversmann, 1844)
- E. sareptana (Herrich-Schäffer, 1861)
- E. usuiana Kawabe, 1976